# Ahuila Gencha Machay
Ahuila Gencha Machay (posiblemente del quechua awila, ‘abuela’; qhincha, ‘mala suerte’, ‘persona desafortunada’, ‘desafortunado’; qincha, ‘cerco’, ‘valla’; y mach'ay, ‘cueva’) es un sitio arqueológico con pinturas rupestres dentro de una cueva en Perú, en el departamento de Huánuco, provincia de Huamalíes, distrito de Singa.

## Ubicación
Está situado en un alero rocoso de la montaña Ocpay, a 4 km (kilómetros) al suroeste de la ciudad de Singa, a una altitud de 3853 m s. n. m. (metros sobre el nivel del mar), aproximadamente.

## Recursos turísticos
Además de las pinturas rupestres, también se encuentran, en su cima y alrededores, curiosas formaciones pétreas.